# Pelsall
 (juillet 2018).
Si vous disposez d'ouvrages ou d'articles de référence ou si vous connaissez des sites web de qualité traitant du thème abordé ici, merci de compléter l'article en donnant les références utiles à sa vérifiabilité et en les liant à la section « Notes et références ».
Pelsall est un village britannique, situé dans le comté des Midlands de l'Ouest à 200 kilomètres de Londres. Il est situé dans le district métropolitain de Walsall.

## Histoire
Le 14 novembre 1872, 22 mineurs ont été tués quand la mine de Pelsall Hall a été inondée. Ces mineurs ont été enterrés dans le cimetière de l'église de S. Michel dans le village.

## Chemin de fer
Pelsall a eu une gare ferroviaire jusqu'à 1965.

## Politique
La députée actuelle élue de ce siège à la Chambre des Communes est Wendy Morton, membre du Parti conservateur.